# Harald Østberg Amundsen
Pour les articles homonymes, voir Amundsen.
Harald Østberg Amundsen, né le 18 septembre 1998, est un fondeur norvégien. Il remporte, en 2021, pour sa première course en championnat du monde, la médaille de bronze sur le quinze kilomètres libre.

## Biographie
Chez les jeunes, il joue aussi pour le club de football d'Asker.
Frère jumeau de Hedda Østberg Amundsen, Amundsen prend part à ses premières compétitions nationales junior en 2015, pour obtenir son premier podium en décembre 2016.
En 2017, à l'occasion des Championnats du monde junior à Soldier Hollow, il est d'abord quatrième du dix kilomètres libre, puis médaillé de bronze sur le skiathlon et enfin médaillé d'or avec le relais.
Lors de l'édition 2018 des Championnats du monde junior, disputée à Goms, il remporte deux titres sur le skiathlon et le relais.
Il fait ses débuts en Coupe du monde en décembre 2018 à Beitostølen, marquant son premier point avec une 30e place sur le trente kilomètres libre. Le même mois, il commence à prendre part à la Coupe de Scandinavie, où il finit sur le podium lors de sa troisième course, le quinze kilomètres libre d'Östersund ainsi qu'au classement général final (3e).
En décembre 2019, il court sa deuxième manche de Coupe du monde et arrive 23e du skiathlon à Lillehammer. Il est plus tard deuxième du quinze libre aux Championnats de Norvège à Konnerud, à deux secondes du vainqueur Finn Hågen Krogh, puis excelle aux Championnats du monde des moins de 23 ans, à Oberwiesenthal, où il remporte le titre sur le skiathlon et le relais, finit deuxième du quinze kilomètres et troisième du sprint.
En janvier 2021, il est de nouveau sélectionné dans l'équipe nationale pour se classer huitième du quinze kilomètres libre de Falun. Quelques semaines plus tard, il est inscrit pour le quinze kilomètres libre des Championnats du monde à Oberstdorf, où il passe en tête lors des premiers chronomètres intermédiaires, avant de chuter sur une descente et perdre quelques secondes. Finalement, il conserve sa place sur le podium et prend la médaille de bronze à 35 secondes de Hans Christer Holund et 15 secondes de Simen Hegstad Krüger, pour compléter le triomphe norvégien.
Au début de la saison 2021-2022, il monte sur son premier podium de Coupe du monde en relais à Lillehammer (2e), puis finit quatrième du quinze kilomètres libre à Davos.
Il se caractérise aussi par un physique léger à l'aise sur les montées, à l'instar de sa compatriote Therese Johaug.

## Palmarès

### Championnats du monde
| Épreuve / Édition        | Sprint                           | Sprint                           | 10 km / 15 km                    | 10 km / 15 km                    | Skiathlon                 | 50 km | Relais | Relais               |
| Épreuve / Édition        | libre                            | classique                        | libre                            | classique                        | Skiathlon                 | 50 km | Sprint | 4 × 10 km            |
| Mondiaux 2021 Oberstdorf | Épreuve inexistante à cette date | -                                | Médaille de bronze, monde        | Épreuve inexistante à cette date | —                         | —     | -      | —                    |
| Mondiaux 2023 Planica    | Épreuve inexistante à cette date | -                                | Médaille d'argent, monde         | Épreuve inexistante à cette date | —                         | —     | -      | —                    |
| Mondiaux 2025 Trondheim  |                                  | Épreuve inexistante à cette date | Épreuve inexistante à cette date | Médaille de bronze, monde        | Médaille de bronze, monde |       |        | Médaille d'or, monde |

Légende :
- : première place, médaille d'or
- : deuxième place, médaille d'argent
- : troisième place, médaille de bronze
- : pas d'épreuve
- — : n'a pas participé à l'épreuve

### Coupe du monde
- 1 gros globe de cristal : vainqueur du classement général en 2024.
- 1 petit globe de cristal : vainqueur du classement distance en 2024.
- 20 podiums en individuel dont 7 victoires.
- 3 podiums par équipes : 3 troisièmes places.
- 1 podium en épreuve par équipes mixte : 1 troisième place.

#### Classements en Coupe du monde
| Saison / Épreuve | Général | Général | Distance | Distance | Sprint | Sprint | Nordic Opening depuis 2011 | Tour de ski depuis 2007 | Finales depuis 2008 |
| ---------------- | ------- | ------- | -------- | -------- | ------ | ------ | -------------------------- | ----------------------- | ------------------- |
| Saison / Épreuve | Place   | Points  | Place    | Points   | Place  | Points | Nordic Opening depuis 2011 | Tour de ski depuis 2007 | Finales depuis 2008 |
| 2019             | 145e    | 1       | 100e     | 1        | -      | -      | —                          | —                       | —                   |
| 2020             | 128e    | 8       | 83e      | 8        | -      | -      | -                          | -                       | -                   |
| 2021             | 65e     | 68      | 41e      | 68       | -      | -      | -                          | —                       | -                   |

#### Détail des victoires
| Épreuve / Édition | 10 km       | 10 km     | 20 km | 20 km     | Skiathlon 20 km | 50 km | Tour de ski ou Finales ou Nordic Opening |
| Épreuve / Édition | libre       | classique | libre | classique | Skiathlon 20 km | 50 km | Tour de ski ou Finales ou Nordic Opening |
| 2022-2023         | Les Rousses |           |       |           |                 |       |                                          |
| 2023-2024         | Östersund   |           |       |           |                 |       | Tour de Ski                              |
| 2024-2025         | Cogne Oslo  |           | Ruka  |           | Lillehammer     |       |                                          |

#### Courses par étapes
5 podiums dont 4 victoires :
- Tour de Ski :
  - 5 podiums d’étape dont 4 victoires.

##### Liste des victoires d'étape
| Date             | Lieu    | Pays   | Compétition | Discipline |
| ---------------- | ------- | ------ | ----------- | ---------- |
| 1er janvier 2024 | Toblach | Italie | Tour de Ski | 20km H TL  |
| 4 janvier 2024   | Davos   | Suisse | Tour de Ski | 20km H TC  |
| 31 décembre 2024 | Toblach | Italie | Tour de Ski | 20km TL    |
| 1er janvier 2025 | Toblach | Italie | Tour de Ski | 15km H TC  |

Légende :

TC = classique

TL = libre

SP = sprint

MS = départ en masse

H = départ avec handicap

### Championnats du monde des moins de 23 ans
- Oberwiesenthal 2020
  -  Médaille d'or du trente kilomètres libre
  -  Médaille d'or du relais.
  -  Médaille d'argent du quinze kilomètres classique.
  -  Médaille de bronze du sprint libre.

### Championnats du monde junior
En 2017, il est médaillé d'or en relais et de bronze en skiathlon.
En 2018, il est médaillé d'or en skiathlon et relais.

### Coupe de Scandinavie
- 3e du classement général en 2019 et 2020.
- 1 podium.